# Feliciano Condesso
Feliciano Condesso (Setúbal, Portugal, 6 de abril de 1987) es un futbolista portugués. Juega de volante y su equipo actual es el Ontinyent C.F. de la Segunda División B de España. 

## Selección nacional
Ha sido internacional con la Selección de fútbol de Portugal Sub-20 con la que jugó la Copa Mundial de Fútbol Sub-20 de 2007 que se disputó en Canadá. También participó en el Campeonato Europeo de la UEFA Sub-19 2006 disputado en Polonia y en el Campeonato Europeo sub-17 de la UEFA 2004 disputado en Francia.

## Clubes
| Club                 | País       | Año       |
| -------------------- | ---------- | --------- |
| Vitória Setúbal      | Portugal   |           |
| Southampton F. C.    | Inglaterra | 2003-2006 |
| Villarreal C. F. "B" | España     | 2006-2009 |
| U. D. Logroñés       | España     | 2009-2010 |
| Ontinyent C.F.       | España     | 2010      |

- Datos: Q8961086